# غيجالي بائين (والانجرد)
غیجالي بائین (بالفارسية: گیجالی پائین) هي مستوطنة تقع في إيران في قسم والانجرد الريفي. يقدر عدد سكانها بـ 416 نسمة .